# Gouania humbertii
Gouania humbertii är en brakvedsväxtart som beskrevs av Joseph Marie Henry Alfred Perrier de la Bâthie. Gouania humbertii ingår i släktet Gouania och familjen brakvedsväxter. Inga underarter finns listade i Catalogue of Life.